# Greisen
Un greisen è una roccia metasomatica di media temperatura (400-500 °C circa). Si presenta come un aggregato grano-lepidoblastico di quarzo e muscovite (o lepidolite o zinnwaldite) con quantità accessorie di topazio, tormalina e fluorite e localmente di ortoclasio e amazonite. Si forma per alterazione post-magmatica di un granito. I greisen sono importanti principalmente come sede di mineralizzazioni a stagno e tungsteno. 

## Etimologia
Greisen deriva dalla parola dialettale tedesca greisstein = pietra color cenere. Prima di indicare le rocce metasomatiche a quarzo e muscovite/lepidolite era usato dai vecchi minatori sassoni per una varietà di roccia granitica contenente minerali di stagno e virtualmente priva di feldspati.

## Ambienti di formazione e facies
I fluidi che danno origine ai greisen si sviluppano nei residui finali, altamente gassosi e ricchi d'acqua, della cristallizzazione dei graniti. Questi fluidi sono forzati negli interstizi tra i cristalli, accumulandosi al tetto dell'intrusione, dove vanno in ebollizione generando la greisenizzazione delle rocce circostanti. Il greisen può essere considerato una forma di autometasomatismo; sostituisce graniti, arenarie o scisti micacei.

La famiglia dei greisen include alcune facies collegate ai rapporti variabili di attività di fluoro, cloro, CO2 e boro. I greisen sono suddivisi in due gruppi:
- greisen sostituenti rocce felsiche: facies a quarzo, quarzo-muscovite, muscovite-K feldspato, quarzo-tormalina e quarzo-topazio;
- greisen sostituenti rocce sottosature in Si e Al (per esempio quelle di composizione ultrabasica o carbonatica): facies a fluorite-muscovite e feldspato-fluorite).

Sotto specifiche condizioni i greisen sostituenti leucograniti possono formare facies a feldspato-muscovite, fayalite-quarzo, siderofillite-quarzo ed altre facies acide.

I greisen sono il prodotto di una greisenizzazione pervasiva del tetto di corpi granitici oppure formano vene discordanti o bordanti i graniti. Le rocce di questa famiglia si collegano a intrusioni granitiche leucocratiche post-orogeniche superficiali (0,5-5 km di profondità, in condizioni ipoabissali o subvulcaniche). Possono sostituire sia i graniti (endogreisen) che le rocce adiacenti (esogreisen), che sono principalmente metasedimenti.
La greisenizzazione pervasiva può preservare la struttura granitica o cancellarla completamente ed è comunemente accompagnata a skarn e rocce metasomatiche a quarzo-feldspati.

## Mineralizzazioni collegate
I greisen sono tipicamente collegati a mineralizzazioni a berillio, tungsteno (o wolframio), molibdeno, stagno e tantalio, ma dal punto di vista economico sono attualmente coltivabili solo alcuni greisen per tungsteno e stagno, con uno dei due metalli nettamente prevalente sull'altro. Le mineralizzazioni di norma si sviluppano al contatto superiore delle intrusioni granitiche e sono talvolta accompagnate dallo sviluppo di uno stockwork (fitto reticolato di vene intrecciate dove si depositano i minerali metalliferi). Le mineralizzazioni si presentano come grossi corpi irregolari o lastriformi immediatamente sotto il contatto con graniti geochimicamente specializzati e possono estendersi verso il basso per 10-100 m prima di sfumare attraverso una zona di alterazione feldspatica (per albitizzazione o microclinizzazione) verso il granito inalterato. I fluidi pegmatitici spesso migrano verso queste porzioni apicali delle intrusioni granitiche e possono formare intrusioni lungo i margini del corpo di greisen. 
Depositi di questo tipo sono stati sfruttati nell'Erzgebirge su entrambi i lati del confine Germania-Repubblica Ceca. Qui i depositi si trovano in greisen massivi o in vene bordate da greisen nelle zone più superficiali di endocontatto ed esocontatto di cupole granitiche ad albite e miche di litio.
 
Spesso i giacimenti primari non sono economicamente sfruttabili, ma l'alterazione meteorica e l'erosione possono dare origini a ricchi depositi di tipo alluvionale, detti placers. Secondo Higley et al (1988) nel futuro i greisen potrebbero diventare importanti sorgenti di berillio, niobio, tantalio, elementi delle Terre rare e altri elementi.

## Distribuzione
Alcuni tra i più conosciuti greisen mineralizzati:
- Graniti a stagno e tungsteno della Cornovaglia (Regno Unito)
- Ardlethan, Lachlan Fold Belt, in Australia (greisen a stagno-antimonio)
- Timbarra, Lachlan Fold Belt, Australia (greisen contenenti oro)
- Anchor Mine, Tasman Fold Belt, Australia (greisen a stagno)
- Graniti a topazio di Pitinga, Brasile (stagno, topazio, berillo)
- Lost River, Alaska, USA (greisen a stagno)
- Sisson Brook, Burnt Hill e altri depositi, Nuovo Brunswick, Canada (greisen a stagno, tungsteno e molibdeno)
- Erzgebirge, Germania-Repubblica Ceca (greisen a stagno)
- Miniera di Panasqueira Portogallo (greisen a stagno)